# Yurika Yoshida
Yurika Yoshida (jap. 吉田 夕梨花, Yoshida Yurika; * 7. Juli 1993 in Tokoro, Landkreis Tokoro, heute Kitami) ist eine japanische Curlerin. Sie spielt als Lead im Team von Satsuki Fujisawa.

## Karriere
Bei der Pazifik-Asienmeisterschaft 2015 spielte Yoshida erstmals als Lead die japanische Nationalmannschaft unter Satsuki Fujisawa. Die Japanerinnen gewannen die Goldmedaille durch einen Finalsieg gegen Südkorea mit Skip Kim Ji-sun. Im darauffolgenden Jahr gewann sie an gleicher Position spielend die Bronzemedaille. 2017 komplettierte sie ihren Medaillensatz durch den Gewinn der Silbermedaille; im Finale musste sich Japan den Südkoreanerinnen um Kim Eun-jung geschlagen geben.
Ihre erste Weltmeisterschaft bei den Erwachsenen spielte sie 2016 als Lead im Team von Fujisawa. Die Japanerinnen zogen in das Finale ein und unterlagen dort der Schweizer Mannschaft um Binia Feltscher.
Yoshida gewann mit dem Team Fujisawa (Skip: Satsuki Fujisawa, Third: Chinami Yoshida, Second: Yūmi Suzuki, Ersatz: Mari Motohashi) den japanischen Auswahlwettbewerb für die Olympischen Winterspiele 2018 und vertrat Japan in Pyeongchang. Nach der Round Robin stand sie mit ihrem Team auf dem vierten Platz und zog in die Finalrunde ein. Im Halbfinale musste sie sich Südkorea mit Skip Kim Eun-jung geschlagen geben. Im Spiel um Platz drei konnte sie hingegen Großbritannien mit Skip Eve Muirhead mit 5:3 schlagen und die Bronzemedaille gewinnen. Es war die erste olympische Medaille im Curling für Japan.
Bei der Pazifik-Asienmeisterschaft 2018 kam sie mit dem Team Fujisawa nach einer Finalniederlage gegen die Koreanerinnen um Kim Min-ji auf den zweiten Platz.